# Новочадовское сельское поселение
Новочадовское сельское поселение — муниципальное образование в Атюрьевском районе Республики Мордовия.
Административный центр — село Новочадово.

## История
Образовано в 2005 году.

## Население
| 2002 | 2010 | 2012 | 2013 | 2014 | 2015 | 2016 |
| ---- | ---- | ---- | ---- | ---- | ---- | ---- |
| 662  | ↘637 | ↘597 | ↘570 | ↘530 | ↘503 | ↘475 |
| 2017 | 2018 | 2019 | 2020 | 2021 |      |      |
| ↘439 | ↘409 | ↘391 | ↘371 | ↗516 |      |      |

## Населённые пункты
В состав сельского поселения входит 8 населённых пунктов:
| № | Населённый пункт   | Тип населённого пункта | Население |
| - | ------------------ | ---------------------- | --------- |
| 1 | Гремячево          | деревня                | ↘0        |
| 2 | Мошково-Никольское | село                   | ↘3        |
| 3 | Новая Кярьга       | деревня                | ↘118      |
| 4 | Новочадово         | село                   | ↗395      |
| 5 | Павловка           | деревня                | ↘6        |
| 6 | Русские Парки      | деревня                | ↘7        |
| 7 | Старая Кярьга      | деревня                | ↘13       |
| 8 | Шайгуши            | деревня                | ↘95       |

Упразднённые
деревня Куриловка (2017 год)